# 奥瀬平七郎

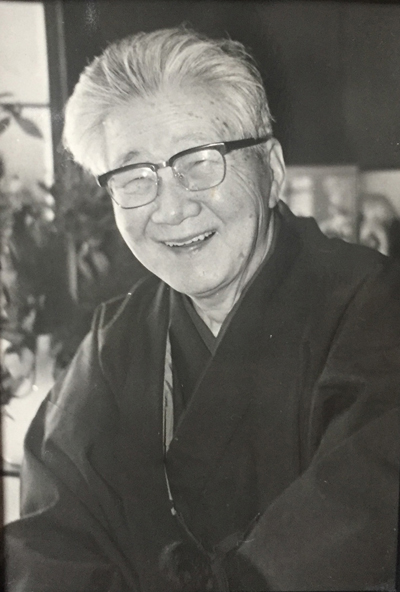
奥瀬平七郎 自宅にて

奥瀬 平七郎（おくせ へいしちろう、1911年〈明治44年）11月13日 - 1997年〈平成9年〉4月10日）は、日本の忍術研究家、小説家、三重県上野市（現・伊賀市）の元市長。三重県阿山郡上野町（現・伊賀市）生まれ。

## 来歴
1911年（明治44年）、三重県阿山郡上野町（現・三重県伊賀市）で代々続く醤油製造販売業「細平（こまへい）」の二男として生まれる。父の平十郎（1887年〜1956年）は、家業を従業員に任せ上京。霞翠の号で当時の代表的な投稿雑誌や文芸誌、詩歌誌に数多くの作品を発表、文芸誌『初楓』を創刊、また東京二六新聞記者として、上野町の『伊賀新聞』に小説『鞠子』を71回にわたって連載するなど文筆家として活躍した人物だった。そうした父の影響を受け、奥瀬平七郎も満12歳で友人の好川貫一ら仲間と同人誌『若き人々に』を創刊。
上野中学卒業後は早稲田大学政治経済学部に進み、井伏鱒二に師事。在学中に上野の同人誌「郷土」に大衆小説を連載した。大学卒業後は満州電信電話株式会社に入社し、終戦で帰郷。
- 1935年（昭和10年） 早稲田大学政治経済学部卒業後、満州に渡り満州電信電話株式会社に入社
- 1945年（昭和20年） 満州電信電話株式会社退職
- 1947年（昭和22年） 上野市（現・伊賀市）上野市役所に入社。企画課長として最初に取組んだ市勢要覧に「伊賀と忍術」を執筆した。これは「忍術は架空のものではなく、実在したもの。その実像は極めて合理的、科学的なものである」との思いから、「忍術」を観光資源として開発しようと考えたからである。また、この頃、同人誌などに小説「忍者開眼」や「戦国忍者伝」（27回連載）を書いている。
- 1949年（昭和24年）7月 同人雑誌『関西派』を創刊。同誌は第5号をもって廃刊に至るが、なかでも第4号に発表した『聖女昇天』は260枚の力作で、中村光夫によって芥川賞に推薦された。
- 1952年（昭和27年） 上野市商工観光課長に就任。世界こども博覧会開催 「忍術不思議館」を出展し、忍者の歴史、道具、秘伝書などを展示。市制施行10周年記念事業の「世界こども博」では、「忍者不思議館」を企画し、『忍術の話』を発行、甲賀流忍術14世・藤田西湖の実演を取り入れ、人気を博した。この博覧会がきっかけとなって講演やラジオ・テレビの出演依頼が多くなり、忍者衣装をつけた市職員と共に全国各地へ飛び回った。
- 1959年（昭和34年） 上野市収入役に就任。福田定一（司馬遼太郎）の勧めで、忍術研究の本格的な処女作『忍術秘伝』執筆・出版。
- 1961年（昭和36年）7月に鍵屋ノ辻に「忍術館」を建設
- 1963年（昭和38年）『忍術処世法』、『忍術・その歴史と忍者』
- 1964年（昭和39年）『忍法・その秘伝と実例』と、立て続けに執筆・出版。毎年4月に開催されていた「さくらまつり」と「商工会まつり」を廃し、「忍術まつり」を創始。「忍術音頭」まで作った。忍術まつりは1969年（昭和44年）に廃止になるも、1979年（昭和54年）になって「忍者まつり」として復活。1994年（平成6年）からは「伊賀上野NINJAフェスタ」に名称変更
- 1964年（昭和39年） 上野公園内に伊賀流忍者屋敷をオープン。合わせて「忍術音頭」を制作、「忍術まつり」の開催などを手掛けて多くの観光客を受け入れて忍術観光の基礎を築いた。
- 1969年（昭和44年）上野市長に当選[3]。
- 1977年（昭和52年） 上野市長を2期8年で退任[3]。『賊禁秘誠談』出版
- 1977年（昭和53年） 『忍法皆伝』出版
- 1992年（平成4年）『忍術の歴史』出版。

執筆活動は最晩年まで続け、一時「忍術市長」の異名で呼ばれたが、1997年（平成9年）、満85歳でその生涯を閉じた。

## 著書
- 『忍術処世法 サラリーマン忍法』 (サラリーマン・ブックス)読売新聞社 1963
- 『忍術 その歴史と忍者』人物往来社 1963 新人物文庫 2011
- 『忍法 その秘伝と実例』人物往来社 1964
- 『忍術の歴史 伊賀流忍術のすべて』上野市観光協会 1992